# UGC 12891
Arp 249 = UGC 12891 ist ein interagierendes Galaxienpaar im Sternbild Pegasus knapp nördlich des Himmelsäquators. Sie ist schätzungsweise 530 Millionen Lichtjahre von der Milchstraße entfernt.
Halton Arp gliederte seinen Katalog ungewöhnlicher Galaxien nach rein morphologischen Kriterien in Gruppen. Diese Galaxie gehört zu der Klasse Galaxien mit Anzeichen für eine Aufspaltung.

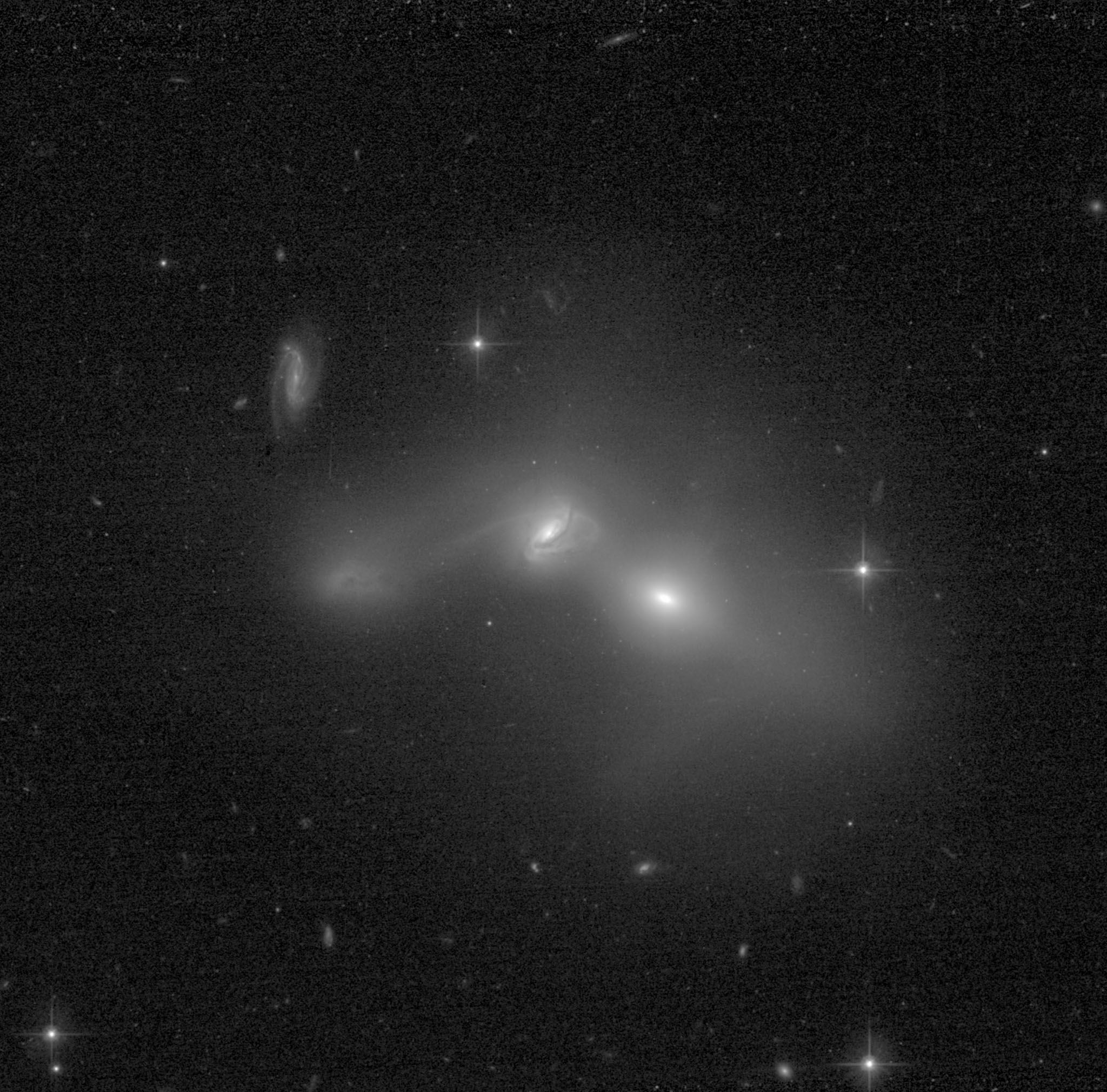
Aufnahme mithilfe des Hubble-Weltraumteleskops